# Canoa/kayak ai XVII Giochi del Mediterraneo - K1 200 metri maschile
Le gare di canoa/kayak nella categoria K1 200 metri maschile si sono tenute fra il 28 e il 29 giugno 2013 alla Seyhan Baraj Gölü di Adana.

## Calendario
Fuso orario EET (UTC+3).
| Data      | Ora   | Turno      |
| --------- | ----- | ---------- |
| 28 giugno | 16:30 | Batterie   |
| 28 giugno | 16:50 | Semifinale |
| 29 giugno | 09:20 | Finale     |

## Risultati
Gli 11 atleti vengono inquadrati in due batterie rispettivamente da 6 e 5 canoisti ciascuna. Si qualificano direttamente alla finale i primi tre di ciascuna batteria. I tre migliori tempi dei rimanenti cinque atleti disputano un turno di ripescaggio (chiamato semifinale) che tuttavia, a causa del ridotto numero di partecipanti, serve solo a stabilire le corsie per la finale alla quale anch'essi partecipano.

### Qualifiche
Batteria 1
| Pos. | Nome                  | Nazione  | Tempo  | Batt. | Corsia | Note |
| ---- | --------------------- | -------- | ------ | ----- | ------ | ---- |
| 1    | Mohamed Ali Mrabet    | Tunisia  | 42"706 | 1     | 2      | Q    |
| 2    | Jošt Zakrajšek        | Slovenia | 43"264 | 1     | 6      | Q    |
| 3    | Saúl Craviotto        | Spagna   | 43"345 | 1     | 3      | Q    |
| 4    | Andreas Diamantis     | Cipro    | 43"372 | 1     | 1      | SF   |
| 5    | Mustafa Gulbahar      | Turchia  | 43"409 | 1     | 4      | SF   |
| 6    | Christopher Camilleri | Malta    | -      | 1     | 5      | DNS  |

Batteria 2
| Pos. | Nome                        | Nazione | Tempo  | Batt. | Corsia | Note |
| ---- | --------------------------- | ------- | ------ | ----- | ------ | ---- |
| 1    | Marko Dragosavljević        | Serbia  | 39"891 | 2     | 3      | Q    |
| 2    | Manfredi Rizza              | Italia  | 40"366 | 2     | 4      | Q    |
| 3    | Karim Elsayed               | Egitto  | 45"783 | 2     | 1      | Q    |
| 4    | Stratis-Alexandros Tsakonas | Grecia  | 56"448 | 2     | 2      | SF   |
| 5    | Mohamed Ramadan Serb        | Libia   | -      | 2     | 5      | DNS  |

### Semifinale
Alla semifinale partecipano gli ultimi quattro tempi della batteria. Si qualificano alla finale i primi tre tempi, mentre l'ultimo viene definitivamente eliminato.
| Pos. | Nome                        | Nazione | Tempo    | Corsia | Note |
| ---- | --------------------------- | ------- | -------- | ------ | ---- |
| 1    | Mustafa Gulbahar            | Turchia | 48"554   | 6      | Q    |
| 2    | Andreas Diamantis           | Cipro   | 48"878   | 5      | Q    |
| 3    | Stratis-Alexandros Tsakonas | Grecia  | 1'16"510 | 4      | Q    |

### Finale
| Pos. | Atleta                      | Nazionalità | Tempo  | Corsia | Note |
| ---- | --------------------------- | ----------- | ------ | ------ | ---- |
|      | Marko Dragosavljević        | Serbia      | 35"255 | 4      |      |
|      | Manfredi Rizza              | Italia      | 35"669 | 6      |      |
|      | Saúl Craviotto              | Spagna      | 36"024 | 7      |      |
| 4    | Mustafa Gulbahar            | Turchia     | 37"270 | 8      |      |
| 5    | Mohamed Ali Mrabet          | Tunisia     | 38"088 | 5      |      |
| 6    | Andreas Diamantis           | Cipro       | 38"259 | 1      |      |
| 7    | Jošt Zakrajšek              | Slovenia    | 38"638 | 3      |      |
| 8    | Karim Elsayed               | Egitto      | 41"042 | 2      |      |
| 9    | Stratis-Alexandros Tsakonas | Grecia      | -      | 9      | DNS  |